# Messerschmitt Me 309
De Me 309 was een project voor een jachtvliegtuig dat werd ontwikkeld door de Duitse vliegtuigontwerper Messerschmitt.

## Ontwikkeling
Het Me 309 project werd in het midden van 1940 opgestart, rond de tijd dat de Bf 109 de eerste gevechten uitvoerde met de Spitfire tijdens de Slag om Engeland. Messerschmitt had al een tijdje het idee om een vervanger voor de Bf 109 te ontwikkelen en wilde dit graag in uitvoering brengen. Het RLM dacht hier anders over en gaf het project een lage prioriteit. Hierdoor werd het ontwerp pas tegen het einde van 1941 beschikbaar.
Het ontwerp beschikte over een aantal verbeteringen ten opzichte van de Bf 109. Zo had men een neuswiel landingsgestel toegepast waarvan het neuswiel eerst over 90 graden draaide voordat het in de rompneus werd opgetrokken. Ook was de cockpit uitgevoerd als drukcabine.
Deze verbeteringen werden echter eerst getest op een aantal Bf 109F toestellen. Zo werd de V24 (w/nr 5642) voorzien van een intrekbare radiator onder de romp en werd getest in een windtunnel te Göttingen en de V31 van dezelfde radiator en het neuswiel landingsgestel. Twee ontwerpen voor een drukcabine werden getest in de Bf 109 V30 (w/nr 5716) en Bf 109 V30a (w/nr 5717). De motor kon een Daimler-Benz DB 603 of Junkers Jumo 213 lijnmotor zijn.
Door de geringe belangstelling van overheidswege en de lage prioriteit van het project was het eerste prototype pas gereed in het voorjaar van 1942. Door problemen met het neuswiel werd de eerste vlucht uitgesteld tot juli. Tijdens de eerste vlucht waren de prestaties van het toestel redelijk goed. Het toestel was 50 km/uur sneller dan een standaard Bf 109G. Nadat de bewapening was aangebracht liepen de prestaties echter sterk terug.

## Prototypen

##### Me 309 V1
Er werden negen prototypen besteld waarvan het eerste op 27 juni 1942 te Augsburg begon met het uitvoeren van taxiproeven. Tijdens deze testen waren er problemen met het neuswiel dat voor een breuk in de leidingen naar de radiator zorgde. De Me 309 V1 maakte op 18 juli 1942 de eerste vlucht. De vlucht duurde echter maar 7 minuten doordat de motor oververhit raakte en er te weinig druk in het hydraulisch systeem was om het landingsgestel te kunnen optrekken. Na nog een aantal testvluchten werden er een aantal modificaties aangebracht. De Me 309 V1 hervatte het testvluchtprogramma op 5 augustus 1942. In november 1942 werd het toestel overgevlogen naar Rechlin, het testcentrum van de Luftwaffe. Hier werd het uitgebreid getest door Dipl-Ing Beauvais. Hij was niet erg tevreden over de prestaties van het toestel. Hij vond de besturing erg zwaar reageren en tijdens een schijngevecht bleek dat de Bf 109G veel wendbaarder was dan zijn opvolger.
Ondanks alle aanpassingen voldeed het toestel nog steeds niet aan de verwachtingen. Het toestel had nog steeds, net als zijn voorganger, de neiging om tijdens de start van het rechte pad af te willen wijken. Om dit probleem op te lossen heeft men in totaal vijf verschillende staartsecties getest wat echter zonder succes bleef.

##### Me 309 V2
De Me 309 V2 werd op 28 november 1942 aan het testprogramma toegevoerd. Gedurende het begin van het testprogramma vonden er met beide toestellen steeds kleine ongelukken plaats waardoor het noodzakelijk werd om de onderdelen van de andere toestellen te gebruiken om ze in de lucht te houden. Dit had wel tot gevolg dat het aantal prototypen werd teruggebracht van negen naar vier. Het toestel werd zwaar beschadigd tijdens een landingsongeluk.

##### Me 309 V3
De Me 309 V3 werd in het begin van 1943, na het verongelukken van de Me 309 V2, aan het testprogramma toegevoegd.

##### Me 309 V4
De Me 309 V4 was in juli 1943 gereed en zou worden gebruikt voor het testen van de bewapening. De bewapening zou bestaan uit twee 13mm-MG131 machinegeweren in de rompneus, twee 13mm-MG131 machinegeweren en twee 20mm-MG151/20 kanonnen in de vleugelwortels en twee 30mm-MK108 kanonnen in de vleugels. Het toestel werd vernietigd tijdens een geallieerd bombardement op het vliegveld Leipheim.

##### Productietoestellen
Men wilde twee uitvoeringen van de Me 309 in productie nemen. De Me 309A-1 was een jachtvliegtuig en de Me 309B-1 een duikbommenwerper. Deze uitvoering kon twee 250 kg bommen vervoeren. Verder kon ook, naast de standaard Daimler-Benz DB 603A motor van 1.750 pk, gebruik worden gemaakt van de Daimler-Benz DB 603H en de Junkers Jumo 213 voor nog te ontwikkelen uitvoeringen.
Door de slechte prestaties en de goede vooruitzichten van de Focke Wulf Fw 190D werd het Me 309 project geannuleerd. Het feit dat het toestel dat het moest gaan vervangen wendbaarder was en onder bepaalde omstandigheden over betere prestaties beschikte was ook niet in het voordeel van het nieuwe ontwerp. De Me 309 kwam niet verder dan het experimentele stadium.

## Trivia
Voor de Messerschmitt Me 309Z werden twee Me 309 rompen samengevoegd door middel van een nieuw vleugelmiddenstuk en een aangepaste staartsectie. De ontwikkeling van dit vliegtuig werd in 1944 gestaakt.  
Vooroorlogse ontwerpen:
S 7 ·
S 8 ·
S 9 ·
S 10 ·
S 13 ·
S 14 ·
S 15 ·
S 16 ·
M 17 ·
M 18 ·
M 19 ·
M 20 ·
M 21 ·
M 22 ·
M 23 ·
M 24 ·
M 25 ·
M 26 ·
M 27 ·
M 28 ·
M 29 ·
M 30 ·
M 31 ·
M 33 ·
M 35 ·
M 36 · 
M 37
Ontwerpen 1933-1945:
Bf 108 · 
Bf 109 ·
Bf 109TL ·
Bf 109Z ·
Bf 110 ·
Bf 161 ·
Bf 162 ·
Me 163 · 
Me 209 ·
Me 210 ·
Me 261 ·
Me 262 · 
Me 263 ·
Me 264 · 
Me 265 · 
Me 290 · 
Me 309 ·
Me 309Z ·
Me 321 · 
Me 323 · 
Me 328 · 
Me 334 ·
Me 410 · 
Me 509 · 
Projecten tot 1945:
P.1051 ·
P.1062 ·
P.1065 ·
P.1070 ·
P.1073 ·
P.1092 ·
P.1095 ·
P.1099 ·
P.1100 ·
P.1101 ·
P.1102 ·
P.1103 ·
P.1104 ·
P.1106 ·
P.1107 ·
P.1108 ·
P.1109 ·
P.1110 ·
P.1111 ·
P.1112
Libelle ·
Schwalbe ·
Wespe ·
P.08.01 ·
Zerstörer Project II
Overig:
C-44